# San Francisco Nacaxtle
San Francisco Nacaxtle är en ort i Mexiko.   Den ligger i kommunen Comapa och delstaten Veracruz, i den sydöstra delen av landet, 270 km öster om huvudstaden Mexico City. San Francisco Nacaxtle ligger 340 meter över havet och antalet invånare är 1 067.
Terrängen runt San Francisco Nacaxtle är platt åt sydväst, men åt nordost är den kuperad. Terrängen runt San Francisco Nacaxtle sluttar brant österut. Runt San Francisco Nacaxtle är det ganska tätbefolkat, med 52 invånare per kvadratkilometer. Närmaste större samhälle är Soledad de Doblado, 19,6 km öster om San Francisco Nacaxtle. Omgivningarna runt San Francisco Nacaxtle är en mosaik av jordbruksmark och naturlig växtlighet.